# Fabio Quagliarella
Fabio Quagliarella (* 31. leden 1983, Castellammare di Stabia) je bývalý italský fotbalový útočník.

## Kariéra

### Klubová

#### Mládež a začátek kariéry
Quagliarella fotbalově vyrostl v Gragnanu, později v Torinu, kde debutoval v Serii A 14. května 2000 při vítězství 2:1 nad Piacenzou.
V roce 2002 byl Quagliarella, kvůli neprosazení se v prvním týmu Torina, poslán na hostování do Fiorentiny, tehdy hrající v Serii C2. Ve Florencii vstřelil pouze jeden gól ve 12 zápasech. V lednu se hlavní trenér Alberto Cavasin rozhodl ukončit hostování, načež ho Torino poslalo na další hostování, tentokrát do Chieti v Serii C1. Následující sezónu zůstal v Abruzzu a během sezóny 2003/04 v Serii C1 zaznamenal 17 gólů v 32 zápasech. Po konci sezóny mu skončilo hostování a vrátil se zpátky do Torina.
Zde se Quagliarella pomalu prosadil do prvního týmu a se sedmi brankami ve 34 hrách přispěl k postupu klubu do Serie A. V důsledku bankrotu Torina Calcio byl však v srpnu 2005 propuštěn a zadarmo přestoupil do Ascoli. Tam si v sezóně 2005/06 zajistil místo v základní sestavě a 21. prosince 2005 vstřelil svůj první gól v Serii A při domácím vítězství 1:0 nad Trevisem.

#### Udinese, Ascoli a Sampdoria
Quagliarella podepsal smlouvu s Udinese v létě roku 2005. Udinese však okamžitě prodala polovinu svých registračních práv Ascoli, které právě postoupilo, v rámci dohody o spoluvlastnictví. Zůstal v Ascoli jen jednu sezónu, vstřelil tři góly ve 33 zápasech a ho zpátky odkoupilo Udinese v červnu 2006 za nezveřejněný poplatek.
Dne 7. července 2006 byl prodán formou spoluvlastnictví Sampdorii výměnou za přestup Salvatora Fotiho. Během sezóny 2006/07 s Blucerchiati vstřelil Quagliarella v lize 13 gólů a díky kráse mnoha svých gólů si získal pozornost po celém světě. Jeho úspěšná sezóna v Sampdorii ho dovedla až k italskému národnímu týmu; byl také spojován s přestupy do zahraničí.
Po sezóně 2006–07 se Udinese a Sampdoria nedokázali dohodnut o budoucnosti Quagliarelly, a tak dne 21. června 2007 proběhla slepé aukce. V aukci nabídla Sampdoria 6,5 milionu eur, ale útočníka získalo Udinese, které zaplatilo 7,15 milionu eur.. V Udinese začal sezónu 2007–2008 pomalu a v prvních 11 zápasech se prosadil jen jednou. Brzy se však stal členem základní sestavy a spolu s Antoniem Di Natale vytvořili nebezpečnou útočnou dvojici, v sezóně 2007/08 zaznamenal celkem 12 gólů. To vedlo k tomu, že si Quagliarella zajistil místo v italském výběru na Euro 2008. Fabio pokračoval ve skvělé formě v Udinese, v sezóně 2008/09 a dosáhl 21 vstřelených branek ve všech soutěžích, včetně osmi gólů v Poháru UEFA, kde Udinese dosáhlo čtvrtfinále.

#### Neapol
Dne 1. června 2009 se Quagliarella přestěhoval do svého rodného města Neapole za poplatek za přestup ve výši 18 milionů eur, kde podepsal pětiletou smlouvu. V Napoli se mu dařilo v útoku s Ezequielem Lavezzi a ofensivním záložníkem Markem Hamšíkem, podařilo se mu vstřelit 11 gólů v Serii A a pomohl Neapoli se kvalifikovat do Evropské ligy UEFA 2010/11. Svůj poslední zápas za Neapol odehrál v Evropské lize, když zvítězili nad IF Elfsborg 1:0. Ve druhém zápase zůstal na lavičce, místo něj nastoupil nově příchozí Edinson Cavani.

#### Juventus

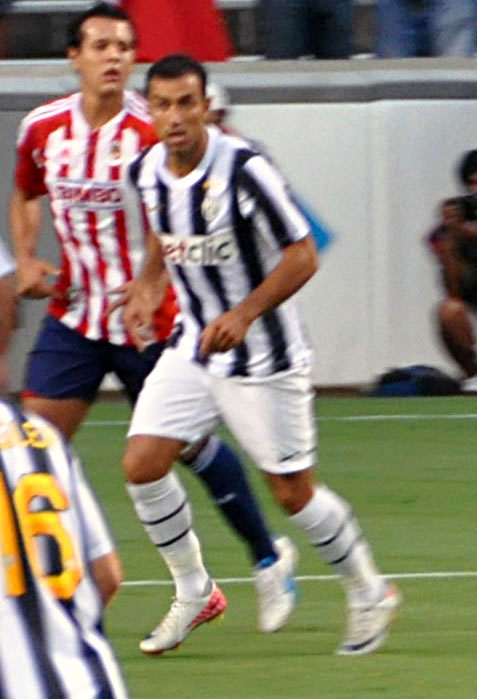
Quagliarella hrající za Juventus (2011)

27. srpna 2010 odešel Quagliarella na hostování do Juventusu Turín, ten zaplatil Neapoli 4,5 milionu eur, přičemž součástí hostování byla i opce na odkoupení ve výši 10,5 milionu eur. Před zimní přestávkou byl nejlepším střelcem týmu s devíti ligovými góly v 17 zápasech. Dne 6. ledna 2011 si však v prvním zápase po zimní přestávce zranil pravý přední křížový vaz, při prohře s Parmou 1:4. Týmu chyběl až do konce sezóny.
Dne 22. června 2011 přestoupil do Juventusu na trvalo. Quagliarella podepsal tříleté prodloužení smlouvy do roku 2014. 1. dubna 2012 vstřelil svůj třetí gól sezóny proti Neapoli, svou branku však neoslavoval kvůli jeho minulosti v neapolském celku. Dne 30. dubna 2012 podepsal Quagliarella dvanáctiměsíční prodloužení smlouvu, které ho udržovalo v klubu až do léta 2015.
10. listopadu 2012 Quagliarella dokázal vstřelit hattrick proti Pescaře. Svůj první gól v Lize mistrů UEFA vstřelil v prvním zápase v základní skupině proti obhájcům titulu z Chelsea.
Quagliarella otevřel skóre v Derby d'Italia proti Interu Milán se střelou z 23 metrů a asistoval u vítězného gólu Alessandra Matriho.

#### Návrat do Torina

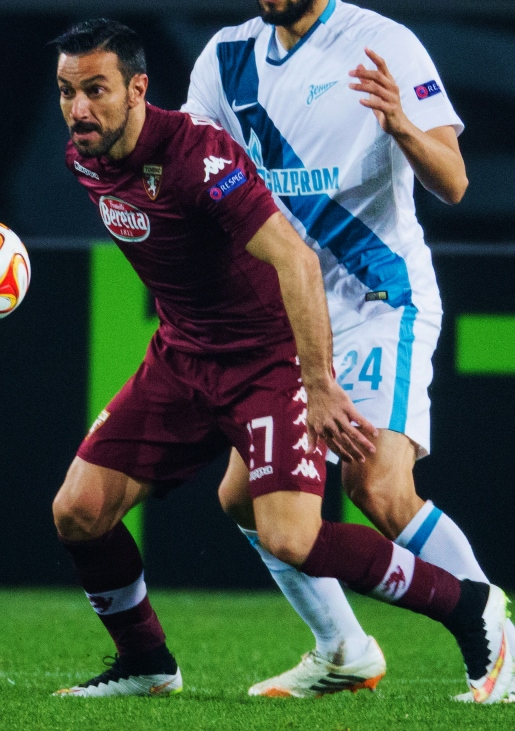
Quagliarella v dresu Torina (2015)

Dne 17. července 2014 koupilo Torino Quagliarellu za 3,5 milionu eur. To znamenalo jeho návrat do Torina po devíti letech; podepsal smlouvu na tři roky. Po návratu vstřelil Quagliarella svůj první gól 7. srpna 2014 gól na 3:0 z přímého kopu ve třetím předkole Evropské ligy 2014/15 proti Brommapojkarně.
V jeho prvním zápase v Serii A po návratu, byl faulován Nemanjou Vidićem ve vápně, ale Marcelo Larrondo penaltu neproměnil, a tak zápas proti Interu skončil bezbrankovou remízou. V následujícím kole, vstřelil Quagliarella svůj první gól v Serie A za Torino proti Cagliari dne 24. září 2014, čímž zajistil výhru 2:1. Dne 1. února 2015 vstřelil hattrick proti Sampdorii; zápas skončil 5:1. Dne 26. dubna 2015 vstřelil rozhodující gól proti Juventusu, který po přesně 20 letech přinesl vítězství Torina v Turínském derby.

#### Návrat do Sampdorie
Po sérii sporů s fanoušky Torina ,včetně neoslavování branky proti jeho bývalému klubu z Neapole, byl 1. února 2016 zapůjčen Sampdorii s možností budoucího odkooupení. Svůj první gól po návratu vstřelil 20. února proti Interu Milán v 92. minutě, ve ztrátě 3: 1.
20. listopadu vstřelil Quagliarella v 84. minutě svého 343. ligového zápasu svůj 100. gól v Serii A a následně asistoval na gól Luise Muriela, když Sampdoria otočila zápas proti Sassuolu.
Dne 13. ledna 2017 podepsal novou smlouvu se Sampdorií, která ho udržovala v klubu až do června 2019.
O týden později skóroval Quagliarella hattrick při domácím vítězství 3:1 nad Fiorentinou, díky tomuto gólu se stala sezóna 2017/18 jeho nejlepší, co do počtu vstřelených branek.
Sezónu Serie A ukončil s 19 góly v 35 zápasech, díky čemuž se stal čtvrtým nejlepším ligovým střelcem sezóny.
26. ledna 2019, Quagliarella vstřelil dva góly z penalty - jeho 13. a 14. ligové góly v posledních 11 hrách - v domácím zápase proti jeho bývalému klubu Udinese, a také asistoval u gólu Manola Gabbiadiniho; v důsledku toho se vyrovnal rekordu Gabriela Batistuty, který vstřelil branku v 11 po sobě jdoucích zápasech Serie A za Fiorentinu, během sezóny 1994/95. S jeho 143. vstřelenou brankou v Serii A, Quagliarella také předběhl Christiana Vieriho na 28. místě v žebříčku historicky nejlepších střelců Serie A (Po sezóně 2019/20 se nachází na 17. příčce se 164 vstřelenými brankami v 467 zápasech). Na konci sezóny, měl Quagliarella na svém kontě 26 gólů v Serii A za Sampdoria, čímž se stal nejlepším střelcem sezóny. Quagliarella získal ocenění pro Nejlepšího útočníka Serie A a dostal se taky do Nejlepší jedenáctky sezóny. Quagliarella se také umístil na 94. místě v seznamu "100 nejlepších fotbalistů na světě" podle časopisu The Guardian.

### Reprezentační
V italské reprezentaci debutoval 28. března 2007 v kvalifikačním utkání proti Skotsku v Bari, které domácí vyhráli 2:0. Startoval na Mistrovství Evropy ve fotbale 2008, kde Italové vypadli ve čtvrtfinále, na Konfederačním poháru FIFA 2009 (5. místo) a na Mistrovství světa ve fotbale 2010. Zde nastoupil v závěrečném zápase základní skupiny proti Slovensku jako střídající hráč: jednu jeho gólovou střelu vykopl Martin Škrtel z brankové čáry, jednu neuznal rozhodčí Howard Webb pro sporný ofsajd a teprve v nastaveném čase se mu podařilo snížit na 2:3, jeho tým však už nestačil vyrovnat a na šampionátu skončil.
15. března 2019 dostal od Roberta Manciniho pozvánku ke kvalifikačním zápasům na Euro 2020 proti Finsku a Lichtenštejnsku. Dne 23. března 2019 Quagliarella nastoupil v 80. minutě zápasu proti Finsku; od posledního zápasu v národním týmu, který byl v listopadu 2010, uběhlo 3 048 dní. 26. března byl Quagliarella v základní sestavě v soutěžním zápase poprvé od 14. října 2009 (domácí vítězství 3:2 nad Kyprem v Kvalifikaci na Mistrovství světa 2010, která se také konala na Stadio Ennio Tardini v Parmě), v tomto zápase proti Lichtenštejnsku se dvakrát střelecky prosadil, čímž se stal nejstarším italským střelcem v reprezentaci ve věku 36 let a 54 dní; během zápasu také asistoval na gól Moise Keana.

## Přestupy
- Udinese – Sampdoria za 1 500 000 Euro
- Sampdoria – Udinese za 7 300 000 Euro
- Udinese – Neapol za 18 000 000 Euro
- Neapol – Juventus za 4 500 000 Euro (hostování)
- Neapol – Juventus za 10 500 000 Euro
- Juventus – Turín za 3 500 000 Euro
- Turín – Sampdoria za 2 750 000 Euro

## Statistika

### Klubová
| Sezóna              | Klub                | Liga                | Liga   | Liga | Národní poháry | Národní poháry | Národní poháry | Kontinentální poháry | Kontinentální poháry | Kontinentální poháry | Celkem | Celkem |
| Sezóna              | Klub                | Soutěž              | Zápasy | Góly | Soutěž         | Zápasy         | Góly           | Soutěž               | Zápasy               | Góly                 | Zápasy | Góly   |
| ------------------- | ------------------- | ------------------- | ------ | ---- | -------------- | -------------- | -------------- | -------------------- | -------------------- | -------------------- | ------ | ------ |
| 1999/00             | Turín               | Serie A             | 1      | 0    | IP             | 0              | 0              | -                    | 0                    | 0                    | 1      | 0      |
| 2000/01             | Turín               | Serie B             | 0      | 0    | IP             | 0              | 0              | -                    | 0                    | 0                    | 0      | 0      |
| 2001/02             | Turín               | Serie A             | 4      | 0    | IP             | 0              | 0              | -                    | 0                    | 0                    | 5      | 0      |
| 2002/03             | Florentia Viola     | Serie C2            | 12     | 1    | -              | 0              | 0              | -                    | 0                    | 0                    | 12     | 1      |
| 2003                | Chieti              | Serie C1            | 11     | 2    | -              | 0              | 0              | -                    | 0                    | 0                    | 11     | 2      |
| 2003/04             | Chieti              | Serie A             | 32     | 17   | -              | 0              | 0              | -                    | 0                    | 0                    | 32     | 17     |
| Celkem za Chieti    | Celkem za Chieti    | Celkem za Chieti    | 43     | 19   | -              | 0              | 0              | -                    | 0                    | 0                    | 43     | 19     |
| 2004/05             | Turín               | Serie B             | 34+2   | 7+1  | IP             | 4              | 2              | -                    | 0                    | 0                    | 40     | 10     |
| 2005/06             | Ascoli              | Serie A             | 33     | 3    | IP             | 0              | 0              | -                    | 0                    | 0                    | 33     | 3      |
| 2006/07             | Sampdoria           | Serie A             | 35     | 13   | IP             | 7              | 1              | -                    | 0                    | 0                    | 42     | 14     |
| 2007/08             | Udinese             | Serie A             | 37     | 12   | IP             | 2              | 0              | -                    | 0                    | 0                    | 39     | 12     |
| 2008/09             | Udinese             | Serie A             | 36     | 13   | IP             | 1              | 0              | PU                   | 11                   | 8                    | 48     | 21     |
| Celkem za Udinese   | Celkem za Udinese   | Celkem za Udinese   | 73     | 25   | -              | 3              | 0              | -                    | 11                   | 8                    | 87     | 33     |
| 2009/10             | Neapol              | Serie A             | 34     | 11   | IP             | 2              | 0              | -                    | 0                    | 0                    | 36     | 11     |
| 2010                | Neapol              | Serie A             | 0      | 0    | IP             | 0              | 0              | EL                   | 1                    | 0                    | 1      | 0      |
| Celkem za Neapol    | Celkem za Neapol    | Celkem za Neapol    | 34     | 11   | -              | 2              | 0              | -                    | 1                    | 0                    | 37     | 11     |
| 2010/11             | Juventus            | Serie A             | 17     | 9    | IP             | 0              | 0              | EL                   | 0                    | 0                    | 17     | 9      |
| 2011/12             | Juventus            | Serie A             | 23     | 4    | IP             | 4              | 0              | -                    | 0                    | 0                    | 27     | 4      |
| 2012/13             | Juventus            | Serie A             | 27     | 9    | IP+IS          | 1+0            | 0              | LM                   | 7                    | 4                    | 35     | 13     |
| 2013/14             | Juventus            | Serie A             | 17     | 1    | IP+IS          | 2+0            | 1              | LM+EL                | 4+0                  | 2                    | 23     | 4      |
| Celkem za Juventus  | Celkem za Juventus  | Celkem za Juventus  | 84     | 23   | -              | 7              | 1              | -                    | 11                   | 6                    | 102    | 30     |
| 2014/15             | Turín               | Serie A             | 34     | 13   | IP             | 0              | 0              | EL                   | 12                   | 4                    | 46     | 17     |
| 2015/16             | Turín               | Serie A             | 16     | 5    | IP             | 2              | 0              | -                    | 0                    | 0                    | 18     | 5      |
| Celkem za Turín     | Celkem za Turín     | Celkem za Turín     | 91     | 26   | -              | 6              | 2              | -                    | 12                   | 4                    | 109    | 32     |
| 2016                | Sampdoria           | Serie A             | 16     | 3    | -              | 0              | 0              | -                    | 0                    | 0                    | 16     | 3      |
| 2016/17             | Sampdoria           | Serie A             | 37     | 12   | IP             | 1              | 0              | -                    | 0                    | 0                    | 38     | 12     |
| 2017/18             | Sampdoria           | Serie A             | 35     | 19   | IP             | 1              | 0              | -                    | 0                    | 0                    | 36     | 19     |
| 2018/19             | Sampdoria           | Serie A             | 37     | 26   | IP             | 2              | 0              | -                    | 0                    | 0                    | 39     | 26     |
| 2019/20             | Sampdoria           | Serie A             | 28     | 11   | IP             | 1              | 1              | -                    | 0                    | 0                    | 29     | 12     |
| 2020/21             | Sampdoria           | Serie A             | 33     | 13   | IP             | 0              | 0              | -                    | 0                    | 0                    | 33     | 13     |
| 2021/22             | Sampdoria           | Serie A             | 33     | 4    | IP             | 2              | 2              | -                    | 0                    | 0                    | 35     | 6      |
| 2022/23             | Sampdoria           | Serie A             | 23     | 1    | IP             | 2              | 0              | -                    | 0                    | 0                    | 25     | 1      |
| Celkem za Sampdorii | Celkem za Sampdorii | Celkem za Sampdorii | 277    | 102  | -              | 16             | 4              | -                    | 0                    | 0                    | 293    | 106    |
| Celkově             | Celkově             | Celkově             | 648    | 210  | -              | 34             | 7              | -                    | 35                   | 18                   | 716    | 235    |

### Reprezentační

#### Statistika na velkých turnajích
| Reprezentace | Rok     | Zápasy             | Zápasy | Zápasy    | Zápasy           | Zápasy           | Zápasy   |
| Reprezentace | Rok     | Fáze turnaje       | Datum  | Soupeř    | Odehraných minut | Vstřelené branky | Výsledek |
| ------------ | ------- | ------------------ | ------ | --------- | ---------------- | ---------------- | -------- |
| Itálie       | ME 2008 | 2 zápas ve skupině | 13. 6. | Rumunsko  | 13               | 0                | 1:1      |
| Itálie       | MS 2010 | 3 zápas ve skupině | 24. 6. | Slovensko | 45               | 1                | 2:3      |

### Reprezentační branky
| Gól | Datum        | Stadion                                                 | Soupeř          | Skóre | Výsledek | Soutěž                 |
| --- | ------------ | ------------------------------------------------------- | --------------- | ----- | -------- | ---------------------- |
| 010 | 6. 6. 2007   | Dariaus ir Girėno stadionas, Kaunas, Litva              | Litva           | 0:1   | 0:2      | Kvalifikace na ME 2008 |
| 02  | 6. 6. 2007   | Dariaus ir Girėno stadionas, Kaunas, Litva              | Litva           | 0:2   | 0:2      | Kvalifikace na ME 2008 |
| 03  | 6. 2. 2008   | Letzigrund, Curych, Švýcarsko                           | Portugalsko     | 3:1   | 3:1      | Přátelské utkání       |
| 04  | 5. 6. 2010   | Stade de Genève, Ženeva, Švýcarsko                      | Švýcarsko       | 1:1   | 1:1      | Přátelské utkání       |
| 05  | 24. 6. 2010  | Ellis Park Stadium, Johannesburg, Jihoafrická republika | Slovensko       | 3:2   | 3:2      | MS 2010 - skupina      |
| 06  | 7. 9. 2010   | Stadio Artemio Franchi, Florencie, Itálie               | Faerské ostrovy | 4:0   | 5:0      | Kvalifikace na ME 2012 |
| 07  | 17. 11. 2010 | Wörtherseestadion, Klagenfurt am Wörthersee, Rakousko   | Rumunsko        | 0:1   | 1:1      | Přátelské utkání       |
| 08  | 26. 3. 2019  | Stadio Ennio Tardini, Parma, Itálie                     | Lichtenštejnsko | 3:0   | 6:0      | Kvalifikace na ME 2020 |
| 09  | 26. 3. 2019  | Stadio Ennio Tardini, Parma, Itálie                     | Lichtenštejnsko | 4:0   | 6:0      | Kvalifikace na ME 2020 |

## Úspěchy

### Klubové

#### Národní
- vítěz italské ligy (3x)

Juventus: 2011/12, 2012/13, 2013/14
- vítěz italského superpoháru (2x)

Juventus: 2012, 2013

### Reprezentační
- 1× na MS (2010)
- 1× na ME (2008)
- 1× na Konfederačním poháru (2009)

### Individuální
- Gól roku Serie A: 2009, 2019
- Nejlepší útočník Serie A: 2018/19
- Nejlepší střelec Serie A: 2018/19 (26 gólů)
- Jedenáctka sezóny Serie A: 2018/19[38]